# بیلی کنی (بازیکن فوتبال، زاده ۱۹۷۳)
بیلی کنی (انگلیسی: Billy Kenny؛ زادهٔ ۱۹ سپتامبر ۱۹۷۳) بازیکن فوتبال اهل بریتانیا است.
از باشگاه‌هایی که در آن بازی کرده‌است می‌توان به باشگاه فوتبال بارو، باشگاه فوتبال اورتون، و باشگاه فوتبال اولدهام اتلتیک اشاره کرد.
وی همچنین در تیم ملی فوتبال زیر ۲۱ سال انگلستان بازی کرده‌است.